# Rhionaeschna draco
Rhionaeschna draco är en trollsländeart som först beskrevs av Racenis 1958.  Rhionaeschna draco ingår i släktet Rhionaeschna och familjen mosaiktrollsländor. Inga underarter finns listade i Catalogue of Life.